# Adam Nümm
Adam Nümm (* 1982 in Bergisch Gladbach-Bensberg) ist ein deutscher Schauspieler und Synchronsprecher.

## Leben
Nümm studierte Schauspiel an der Scuola Teatro Dimitri, der bayrischen Theaterakademie August Everding und an der Universität der Künste Berlin, wo er 2010 sein Diplom als Bühnenschauspieler erhielt.
Seitdem spielte er auf verschiedenen Bühnen in Deutschland und der Schweiz, u. a spielte er während seines Studiums am Schauspielhaus Zürich, an der Berliner Schaubühne und dem Deutschen Theater Berlin.
Als Sprecher hat er eine große Anzahl an Hörbüchern und Synchronstimmen gesprochen und wirkte mit bei dem mit dem Jahrespreis 2013 der deutschen Schallplattenkritik ausgezeichneten Hörbuch Projekt James Joyce’s Ulysses (RBB, Regie: Ralph Schäfer). Er sprach in Produktionen gemeinsam mit Anna Thalbach, Ulrich Matthes, Gerd Wameling, Lutz Riedel, Ulrich Noethen, Jens Wawrczeck und nahm diverse Formate für den RBB, WDR, NDR, Deutschlandradio und andere Produktionsfirmen auf. In der vierteiligen Spielfilmreihe Gelobtes Land, die auf Arte ausgestrahlt wurde, spricht er die Hauptrolle „Paul Meyer“, gespielt von Itay Tiran. Ein größeres Publikum erreichte er als Sprecher durch Hauptrollen in der Serie Limitless und in dem Videospiel DAYS GONE.
2012 trat er als Interpret mit verschiedenen Musik-Ensembles in Konzertlesungen auf, u. a. mit dem Amaryllis Quartett in der Laeiszhalle Hamburg.
In der Spielzeit 2012/13 ist er im Sankt Pauli Theater Hamburg als Boxer „Ricky“ (Regie: Franz Wittenbrink) im gleichnamigen Stück zu sehen. 2013/2014 gab er im erfolgreichsten Berliner Musical aller Zeiten Hinterm Horizont (Regie: Ulrich Waller) die Gesangsrolle „Steve“ – Udo Lindenbergs Sohn.
Adam Nümm lebt in Berlin-Neukölln.

## Bühne (Auswahl)
- 2007: „Platonow“, Ossip, UdK, R: Harald Clemen
- 2007: „Motortown“ Tom, UdK, R: Gerd Wameling
- 2008: „Lovers & Lunatics“ HR, UdK R: Sabine Herken
- 2008: „Weniger Notfälle“ HR, Schauspielhaus Zürich, R: Moritz Schönecker
- 2008: „Antikörpertherapie“ Bat Berlin, R: Marc Wortel
- 2009: „Die letzte Bastion“ HR, Sophiensäle, Gessnerallee Zürich, R: W. Klüppel
- 2009: „Corpus Delicti“ Box – Deutsches Theater Berlin, R: M. Schweighöfer
- 2009: „Some People“ Flüchtling, Installation, R: Aziz+Cucher
- 2010: „2666“ (FIND) – Schaubühne Studio, R: Alex Rigola
- 2010: „Grenzen“ (FIND) – Schaubühne Studio R: Egill Palsson
- 2010/11: „Berlin Alexanderplatz“ Schaubühne, R: Volker Lösch
- 2012: „Ricky“ St. Pauli Theater, Titelrolle, R: F. Wittenbrink
- 2012: „VEB Elektrokohle“ Chesters Club, Performance, R: Roscha Saidow
- 2013: „Liebesschlösser“ Theater der Keller, Köln R: Thomas Ulrich
- 2013: „Hinterm Horizont“ Theater am Potsdamer Platz, HR, R: U. Waller

## Lesungen (Auswahl)
- 2012: „Amaryllis“ Laeiszhalle Hamburg u. a. (Lesung)
- 2012: „Der Tod von Sweet Mister“ English Theatre (Lesung, Liebkind Verlag)
- 2012: „In der Ferne Dir so nah!“ (Konzertlesung, Schwartzsche Villa)
- 2012: „Friedrich und Ich“ Schloß Sanssouci u. a., Lesung, R: Andrea Klitzing
- 2013: „Knockemstiff“ ETB (Lesung, Liebkind Verlag)
- 2015: „Selbstporträt mit Flusspferd“ von Arno Geiger (Lesung, HörbucHHamburg HHV GmbH)

## Filme & Serien (Auswahl)
- 2010: „The Notorious Frog“ Hauptrolle, Kurzfilm HFF Potsdam, R: P. Wenning
- 2010: „Dr. Ketel – Der Schatten von Neukölln“ Rolle: Dealer, DFFB Abschlußfilm, R: Linus de Paoli
- 2010: „Tintenfischwolken“ Hauptrolle, Kurzfilm FH Dortmund, R: S. Salanta
- 2011: „Die Unsichtbare“ Rolle: Rico, NR Spielfilm, R: Christian Schwochow
- 2012: „Robert S.“ Hauptrolle, Kurzfilm, R: Matti Cordewinus
- 2012: „You Are Everything“ Hauptrolle Spielfilm, Ost-West-Film, R: Lena Geller

## Synchronarbeiten (Auswahl)

### Filme
- 2011: Itay Tiran als Paul Meyer in Gelobtes Land
- 2012: Edward Furlong als Brad in Aftermath
- 2015: Kevin Bishop als Paul in Moonwalkers
- 2016: Mounir Amamra als Le Gars in Divines
- 2016: Doc Brown als Joel in Level Up
- 2017: Rich Sommer als Buddy in Girlfriend’s Day
- 2022: Ryan Hansen als Adam in Who Invited Them – Lass sie nicht rein

### Serien
- 2015, 2023: Julien Ari als Naveed und Duncan Campbell als Agent Castor in Navy CIS: L.A.
- 2015: Robin Barde als Anwärter in The Returned
- 2015: Edward Barr-Sim als Cummings in Legends
- 2016: Jake McDorman als Brian Finch in Limitless
- 2016: Todd Lasance als Julian in Vampire Diaries
- 2017: Primo Allan als Fox-River-Wärter in Prison Break
- 2018–2021: Nicasio Catanese als Lucio Raja (jung) in The Hunter
- seit 2019: als Jiren in Dragon Ball Super
- 2020–2021: als Taiga Kagami in Kuroko’s Basketball
- 2022: Rome Flynn als Wendell Ndugu in Grey’s Anatomy

## Hörbücher/-spiele (Auswahl)
- 2009: Orhan Pamuk – „Das stille Haus“ (Hörbuch, RBB / der Hörverlag)
- 2010: Lisa J. Smith – „Vampire Diaries, Im Zwielicht“ (Hörbuch, Random House Audio)
- 2010: Lisa J. Smith – „Vampire Diaries, Bei Dämmerung“ (Hörbuch, Random House Audio)
- 2010: Lisa J. Smith – „Vampire Diaries, In der Dunkelheit“ (Hörbuch, Random House Audio)
- 2010: Lisa J. Smith – „Vampire Diaries, In der Schattenwelt“ (Hörbuch, Random House Audio)
- 2010: Lisa J. Smith – „Vampire Diaries, Rückkehr bei Nacht“ (Hörbuch, Random House Audio)
- 2010: Alexander Brabandt – „Der letzte Sommer“ (Hörspiel, NDR)
- 2010: Gyllian Flynn – „Finstere Orte“ (Hörbuch, Hörverlag)
- 2011: James Joyce – „Ulysses“ (Hörbuch, RBB/Hörverlag)[2]
- 2011: Jan De Leeuw – „Schrödinger, Dr. Linda..“ (Hörbuch, Oetinger Media)
- 2011: Lynn Raven – „Blutbraut“ (Hörbuch, Hörverlag)
- 2011: Judith Zander – „Dinge die wir heute sagten“ (Hörbuch, RBB/D.A.V)
- 2011: Blance Busquets – „Die Woll-Lust der Maria Dolors“ (Hörbuch, der Hörverlag)
- 2012: Anja Herrenbrück – „Fronfoto“ (Hörspiel, WDR)
- 2012: Hormes & Peust – „Buus Halt Waterloo“ (Hörspiel, RBB)
- 2012: Bibi Dumon Tak – „Eisbär, Elch & Eule“ (Hörbuch, Oetinger Media)
- 2013: Eva Menasse – „Quasikristalle“ (Hörbuch, Argon Verlag/RBB)
- 2014: „Letztendlich sind wir dem Universum egal“ (Hörbuch, aus dem englischen von David Levithan)
- 2015: Zoran Drvenkar: Magdeburg hieß früher Madagaskar – Regie: Klaus-Michael Klingsporn (Kinderhörspiel – DKultur)
- 2015: Arno Geiger: Selbstporträt mit Flusspferd – Regie: Ralph Schäfer (Hörbuch Hamburg)
- 2020: Nelson DeMille: Der Kuba Deal, Random House Audio, ISBN 978-3-8371-5206-7 (Hörbuch-Download)